# Malaysian Open 2017
Alya WTA Malaysian Open 2017 byl tenisový turnaj pořádaný jako součást ženského okruhu WTA Tour, který se odehrával v klubu TPC Kuala Lumpur na otevřených dvorcích s tvrdým povrchem DecoTurf. Probíhal mezi 27. únorem až 5. březnem 2017 v malajsijském hlavním městě Kuala Lumpur jako osmý ročník turnaje.
Turnaj s rozpočtem 250 000 dolarů patřil do kategorie WTA International Tournaments. Nejvýše nasazenou hráčkou ve dvouhře se stala ukrajinská světová desítka Elina Svitolinová, která před utkáním druhého kola ze soutěže odstoupila pro poranění levé dolní končetiny. Jako poslední přímá účastnice do dvouhry nastoupila 135. srbská hráčka žebříčku Aleksandra Krunićová.
Premiérový singlový titul na okruhu WTA Tour vybojovala 20letá australská kvalifikantka Ashleigh Bartyová, která se v následném vydání žebříčku WTA poprvé v kariéře posunula do elitní světové stovky. V deblové soutěži triumfovala také Bartyová s krajankou Casey Dellacquovou, což pro vícenásobné finalistky grandslamu znamenalo zisk třetí společné trofeje.

## Distribuce bodů a finančních odměn

### Distribuce bodů
| Soutěž  | vítězky | finalistky | semifinalistky | čtvrtfinalistky | 16 v kole | 32 v kole | Q  | Q3 | Q2 | Q1 |
| ------- | ------- | ---------- | -------------- | --------------- | --------- | --------- | -- | -- | -- | -- |
| dvouhra | 280     | 180        | 110            | 60              | 30        | 1         | 18 | 14 | 10 | 1  |
| čtyřhra | 280     | 180        | 110            | 60              | 1         | —         | —  | —  | —  | —  |

### Finanční odměny
| dvouhra                               | $43 000 | $21 400 | $11 500 | $6 175 | $3 400 | $2 100 | $1 020 | $600 |
| čtyřhra                               | $12 300 | $6 400  | $3 435  | $1 820 | $960   | —      | —      | —    |
| částky ve čtyřhře jsou uváděny na pár |         |         |         |        |        |        |        |      |

## Ženská dvouhra

### Nasazení
| Stát                          | Hráčka                    | WTA | Nasazení |
| ----------------------------- | ------------------------- | --- | -------- |
| Ukrajina                      | Elina Svitolinová         | 13. | 1.       |
| Španělsko                     | Carla Suárezová Navarrová | 14. | 2.       |
| Francie                       | Caroline Garciaová        | 24. | 3.       |
| Čína                          | Pcheng Šuaj               | 57. | 4.       |
| Čína                          | Tuan Jing-jing            | 68. | 5.       |
| Čína                          | Wang Čchiang              | 76. | 6.       |
| Belgie                        | Elise Mertensová          | 80. | 7.       |
| Turecko                       | Çağla Büyükakçay          | 81. | 8.       |
| Žebříček WTA k 20. únoru 2017 |                           |     |          |

### Jiné formy účasti
Následující hráčky obdržely divokou kartu do hlavní soutěže:
- Zarina Dijasová
- Katarina Zavacká
- Čeng Saj-saj

Následující hráčky postoupily z kvalifikace:
- Ashleigh Bartyová
- Jang Su-jeong
- Anna Kalinská
- Miju Katová
- Lesley Kerkhoveová
- Sabina Šaripovová

### Odhlášení
před zahájením turnaje
- Sorana Cîrsteaová → nahradila ji  Ču Lin
- Vania Kingová → nahradila ji  Sílvia Solerová Espinosová
- Karin Knappová → nahradila ji  Sara Sorribesová Tormová
- Kurumi Naraová → nahradila ji  Nina Stojanovićová
- Julia Putincevová → nahradila ji  Maryna Zanevská
- Jevgenija Rodinová → nahradila ji  Aleksandra Krunićová
- Maria Sakkariová → nahradila ji  Čang Kchaj-lin

v průběhu turnaje
- Elina Svitolinová (poranění levé dolní končetiny)

### Skrečování
- Pcheng Šuaj

## Ženská čtyřhra

### Nasazení
| Stát                                                                      | Hráčka             | Stát     | Hráčka            | WTA  | Nasazení |
| ------------------------------------------------------------------------- | ------------------ | -------- | ----------------- | ---- | -------- |
| Čína                                                                      | Liang Čchen        | Čína     | Čeng Saj-saj      | 92.  | 1.       |
| Japonsko                                                                  | Šúko Aojamová      | Čína     | Jang Čao-süan     | 103. | 2.       |
| Argentina                                                                 | María Irigoyenová  | Polsko   | Paula Kaniová     | 139. | 3.       |
| USA                                                                       | Nicole Melicharová | Japonsko | Makoto Ninomijová | 148. | 4.       |
| Žebříček WTA k 20. únoru 2017; číslo je součtem umístění obou členek páru |                    |          |                   |      |          |

### Jiné formy účasti
Následující páry obdržely divokou kartu do hlavní soutěže:
- Beatrice Gumuljová /  Theivija Selvarajoo
- Jawairiah Noordinová /  Jessy Rompiesová

## Přehled finále

### Ženská dvouhra
- Ashleigh Bartyová vs.  Nao Hibinová, 6–3, 6–2

### Ženská čtyřhra
- Ashleigh Bartyová /  Casey Dellacquová vs.  Nicole Melicharová /  Makoto Ninomijová, 7–6(7–5), 6–3